# Приобретённые признаки

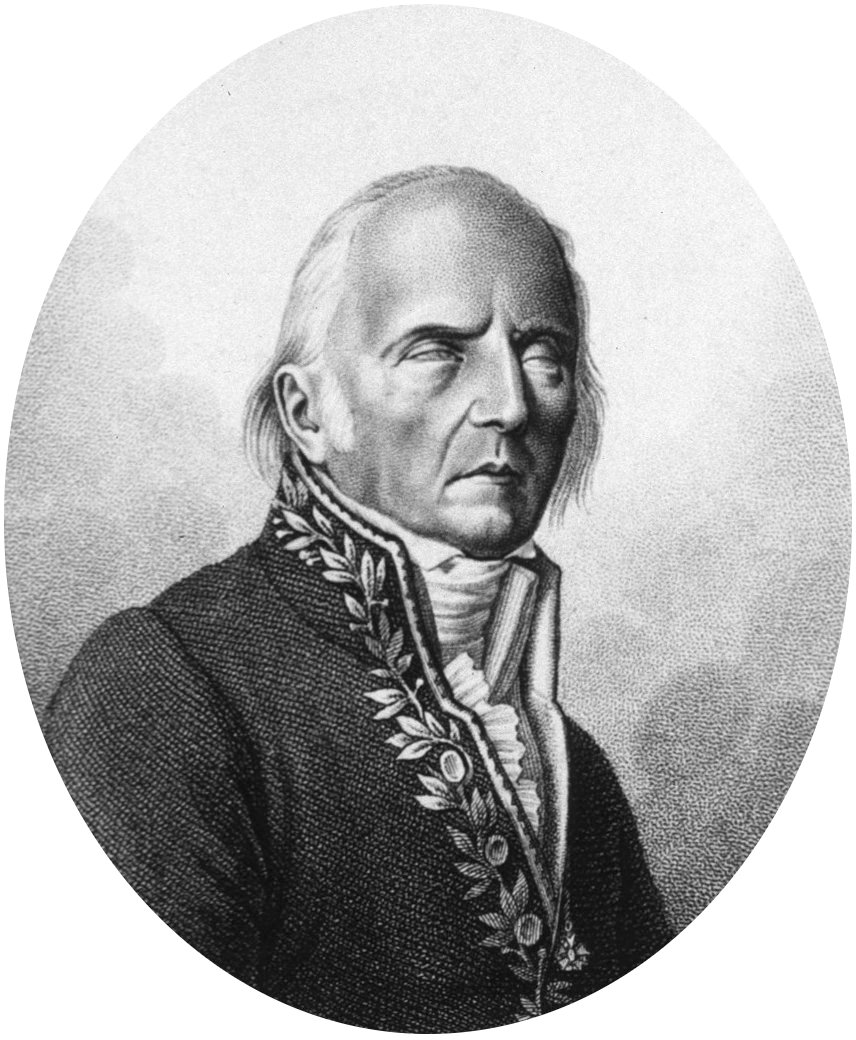
Жан Батист Ламарк.

Приобретённые признаки — признаки, возникающие у организма на какой-либо стадии его индивидуального жизненного цикла под влиянием внешних факторов и проявляющиеся как в вариациях фенотипа, так и в особенностях метаболизма в рамках модификационной изменчивости, присущей виду.

## Наследование приобретённых признаков
Существует гипотеза, согласно которой приобретенные признаки могут передаваться потомству (наследоваться). Одним из известных сторонников гипотезы был в начале XIX века натуралист Жан Батист Ламарк (см. Ламаркизм, 1809 год).
В настоящее время известны примеры наследования приобретённых признаков, основанные на эпигенетических (не затрагивающих последовательность нуклеотидов в ДНК) механизмах. Например, в 2013 году в эксперименте было выявлено, что у потомства обученных бояться запаха ацетофенона мышей этот признак сохраняется в двух поколениях, благодаря гипометилированию гена обонятельного рецептора, воспринимающего ацетофенон.